# 黑手党II
《四海兄弟II》是一款第三人称动作冒险游戏，是《四海兄弟：失落的天堂》的续篇。它由2K Czech开发，2K Games发行。该游戏最初于2007年8月在莱比锡游戏展上公布，2010年8月正式发行。
游戏记叙了西西里移民之子、二战老兵Vito Scaletta的发迹史。随着游戏的进行，维托将与三个犯罪家族合作——克莱门蒂（Clementi）、法孔尼（Falconi）和文奇（Vinci）家族，并最终走向成功。整个剧情共分15章。游戏过场动画有2小时长，剧本有700页。其编剧Daniel Vávra说：“前作是一个浪漫主义的版本，是在向旧时代的黑帮电影致敬。《四海兄弟2》则描述了一个更坚韧、更黑暗的真实世界，所有特效都建立在现实的基础上。”
續集《四海兄弟III》於2016年推出。

## 游戏系统
游戏场景设定在1943至1951年的帝国湾——一个以纽约为原型虚构的城市，也带点儿芝加哥和洛杉矶的影子。游戏地图是开放式的，有10平方英里，比1代城市「失落天堂」大上兩倍。自游戏开始就没有任何预设条件(除了限時任務)。游戏中有30 - 40种车辆（把增补包DLC包括在内的话有45种），以及那个时代的音乐。
前作中使用的枪支在二代里继续出现，如汤普森冲锋枪、柯尔特1911和泵動式霰彈槍。二战时期的武器像MP40、M3冲锋枪、MG42和伯莱塔M38也出现在游戏中。
玩家与环境中的物件接触可以按两个按钮——标准动作和暴力动作（比如要偷一辆车，可选择开锁或打碎玻璃）。地图与原作中类似。检查站系统则经过改进。新的控制模式包括一个掩护系统，该系统允许玩家躲在大部分的物体中（如发电机、墙壁和大箱子）后面射击敌人，而不是在靠近物体时蹲下。
2K Czech称游戏中的过场动画是由游戏引擎实时创造的，而不是预先渲染的。比如玩家在转场前驾驶着一辆汽车，过场动画开始后他会驾驶同样的车；如果汽车被毁，则会反映在过场动画中，如果玩家穿著西裝，也會反映在過場動畫中。

## 剧情
1943年，西西里移民维托·斯卡尔塔在抢劫案中被捕，为避免服刑选择加入美国陆军。他在西西里执行作戰任务时首次见识到了西西里黑手黨的威力——當時唐·卡洛一出面就令義大利皇家陸軍偃旗息鼓。
1945年2月，维托休假回到帝国湾，与发小乔·巴巴罗重逢。乔为维托提供伪造退役文件，并介绍黑道人脉。得知死於非命的亡父欠下高利贷，维托求助父亲生前雇主——与黑手党有勾结的德里克·帕帕拉尔多。后经乔引荐，维托结识克莱门特家族成员亨利·托马西诺。三人合作数单买卖后，维托凑足钱款偿清父债，却因倒卖配给券再度入狱，被判十年监禁。服刑期间，维托与弗兰克·文奇家族的顾问里奥·加兰特结为挚友，却从妹妹弗兰切斯卡处得知母亲病逝，而自己挣的钱全用于葬礼。
1951年4月，维托因里奥的关系提前获释。他与乔联手为卡洛·法尔科内家族效力，逐渐获得唐·卡洛及其副手埃迪·斯卡帕的赏识。成为正式成员后，二人生活渐入佳境。当克莱门特家族成员阿尔贝托·克莱门特被发现违反美國黑手黨委員會禁令贩毒後，卡洛命他们处决阿尔贝托·克莱门特。事后亨利通过维托向埃迪投诚，他被要求刺杀里奥以示忠诚。维托虽及时通风报信助里奥脱险，亨利仍被法尔科内家族接纳。
好景不长，弗兰切斯卡因不滿维托的黑手黨生活而与之疏远，愛爾蘭幫又纵火烧毁其住宅。为东山再起，维托联合乔、亨利从三合会购入海洛因牟利。暗中贩毒的卡洛得知后要求强行抽成。当维托与乔赴约商议时，目睹亨利遭三合会当街处决，赃款也被卷走。二人虽追杀凶手却未能追回款项。因购毒资金来自高利贷商布鲁诺·莱文（恰是维托的亡父债主），他们被迫承接各种脏活筹钱還錢，他們甚至為了錢暗杀了已金盆洗手的黑帮成員汤米·安杰洛。维托又找到德里克希望讓他介紹活時，发现他竟是殺父仇人，遂手刃仇人。与此同时，文奇家族绑架了乔。维托虽救出挚友，却引发黑手党与三合会的全面战争。
偿清布鲁诺债务后，里奥现身斥责维托惹出的乱子，又表示亨利實際上是美國联邦政府的线人。念及救命之恩，里奥安排美國黑手黨委員會与三合会放过维托，条件是他必须除掉卡洛。而卡洛利诱乔，表示若其幹掉维托，則給予其高級職務。不過乔拒绝，而且與维托合力击杀卡洛。庆功宴上，里奥带走维托，却将乔塞进另一辆车。维托厉声质问挚友去向，里奥表示："我们之間的协议可不包括他。"维托只能眼睁睁看着载有乔的轿车驶向未知的地方。

## 市场与发行
2007年8月，首部预告片释出。2008年12月14日在Spike VGA show上释出第二部预告片。1月15日发行了包含额外30秒过场动画的加长版预告片。
2009年4月17日GameSpot采访该游戏的监制Denby Grace时，首次展出游戏画面。该视频展示了驾驶和枪战的场面，描绘了物理引擎。后来该采访视频被删除。2009年5月28日第三部预告片被传上网。同年6月1日起，官网上增加了4段短片。2010年3月21日释出新预告片，展示了游戏的物理系统。
2010年8月10日，试玩版在蒸汽、Xbox Games商店和PlayStation Network上发行。

## 手機版
Connect2Media推出了手機板。此版本主要特色為不同的故事以及控制Salieri家族的Soldato—Marco Russetto。

## 评价
| 汇总媒体   | 得分                                   |
| ---------- | -------------------------------------- |
| Metacritic | (PC) 77/100 (PS3) 75/100 (X360) 74/100 |

| 媒体          | 得分   |
| ------------- | ------ |
| 1UP.com       | B      |
| Edge          | 6/10   |
| Eurogamer     | 4/10   |
| Game Informer | 9.0/10 |
| GamePro       | [ 22 ] |
| GameSpot      | 8.5/10 |
| GamesTM       | 8/10   |
| GameTrailers  | 7.7/10 |
| IGN           | 7.0/10 |
| 官方Xbox杂志  | 7/10   |
| PC Gamer英国  | 78%    |
| X-Play        | [ 29 ] |

## 續集
2015年7月28日，2K Games宣佈續集《黑手黨III》。同年8月在Gamescom透露了續集的資料，包括預告片等已發售。